# Sthenelais muelleri
Sthenelais muelleri är en ringmaskart som beskrevs av Grube 1875. Sthenelais muelleri ingår i släktet Sthenelais och familjen Sigalionidae. Inga underarter finns listade i Catalogue of Life.